# Niantaga
Niantaga è un comune rurale del Mali facente parte del circondario di Koutiala, nella regione di Sikasso.
Il comune è composto da 4 nuclei abitati:
- Koloni (centro principale)
- N'Gassasso
- Sebe-Zanso
- Sougoumosso